# ویرجیلیو سالیمبنی
ویرجیلیو سالیمبنی (ایتالیایی: Virgilio Salimbeni; ۲۷ مهٔ ۱۹۲۲ – ۳۰ اکتبر ۲۰۱۱) دوچرخه‌سوار اهل ایتالیا بود.